# Karl Geřabek
Karl Geřabek (německy Carl Edler von Geřabek) (28. listopadu 1867 Vídeň – 30. července 1942 Vídeň) byl rakousko-uherský generál. V c. k. armádě sloužil od roku 1887 jako absolvent vojenské akademie, působil jako štábní důstojník u různých jednotek, uplatnil se také jako pedagog a spisovatel. Za první světové války bojoval na východní frontě a později v Itálii. V roce 1917 dosáhl hodnosti polního podmaršála a v roce 1918 byl povýšen do šlechtického stavu. Po rozpadu monarchie byl penzionován a žil v soukromí ve Vídni.

## Životopis
Studoval na Tereziánské vojenské akademii ve Vídeňském Novém Městě a do armády vstoupil v roce 1887 v hodnosti poručíka k pěšímu pluku č. 72 v Prešpurku. V roce 1890 byl povýšen na nadporučíka a jako kapitán (1895) byl později zařazen do sboru důstojníků generálního štábu. Jako štábní důstojník působil u velitelství 1. armádního sboru v Krakově, byl také pedagogem na Tereziánské vojenské akademii. V roce 1903 byl povýšen na podplukovníka a přeložen jako šéf štábu 17. pěší divize do Velkého Varadína, později byl zástupcem velitele 74. pěšího pluku v Liberci, mezitím působil také jako pedagog na Válečné škole (K.u.k. Kriegsschule) ve Vídni. V roce 1910 dosáhl hodnosti plukovníka a stal se velitelem 8. pěšího pluku v Brně.
Krátce před první světovou válkou zastával funkci přednosty 1. oddělení na ministerstvu války. K datu 1. listopadu 1914 byl povýšen do hodnosti generálmajora a převzal velení 3. horské brigády na východní frontě. V červenci 1916 byl jmenován velitelem 50. pěší divize, s níž byl později převelen na italskou frontu. K datu 1. listopadu 1917 byl povýšen do hodnosti polního podmaršála a bojů v Itálii se jako divizní velitel zúčastnil až do konce první světové války. K datu 1. ledna 1919 byl penzionován a od té doby žil v soukromí ve Vídni. Uplatnil se také jako spisovatel a byl autorem několika odborných publikací z oboru vojenských dějin a válečné strategie.
S manželkou Giselou (1878–1927) měl tři děti, synové Johann a Karl sloužili v armádě.

## Tituly a ocenění
Během vojenské služby získal několik ocenění a krátce před rozpadem monarchie byl povýšen do šlechtického stavu s titulem Edler von (25. června 1918).
- Jubilejní pamětní medaile (1898)
- Vojenský záslužný kříž III. třídy (1908)
- Vojenský jubilejní kříž (1908)
- Řád železné koruny II. třídy s válečnou dekorací (1914)
- Bronzová vojenská záslužná medaile s válečnou dekorací (1914)
- Vojenský záslužný kříž II. třídy s válečnou dekorací (1915)
- rytířský kříž Leopoldova řádu s válečnou dekorací (1917)
- Stříbrná vojenská záslužná medaile s válečnou dekorací (1918)